# Rachael Kramer
Rachael Kramer (15 marzo 1998) è una pallavolista statunitense, di ruolo centrale.

## Carriera

### Club
La carriera di Rachael Kramer inizia nei tornei scolastici dell'Arizona, giocando per la Desert Vista HS. Dopo il diploma partecipa alla lega universitaria NCAA Division I con la Florida: fa parte del programma delle Gators dal 2016 al 2019, raggiungendo la finale per il titolo nel 2017, quando esce sconfitta contro la Nebraska, e raccogliendo qualche riconoscimento individuale.
Nella stagione 2020-21 firma il suo primo contratto professionistico con la Megavolley, impegnata nella Serie A2 italiana, conquistando la promozione in Serie A1 dopo i play-off.

### Nazionale
Nel 2017 partecipa con la nazionale statunitense Under-20 al campionato mondiale.
Fa il suo esordio in nazionale maggiore in occasione del campionato nordamericano 2021, dove si classifica al quarto posto e viene premiata come miglior centrale, prima di aggiudicarsi la medaglia di bronzo alla NORCECA Final Six dello stesso anno.

## Palmarès

### Nazionale (competizioni minori)
- NORCECA Final Six 2021

### Premi individuali
- 2017 - All-America Third Team
- 2019 - NCAA Division I: Austin Regional All-Tournament Team
- 2021 - Campionato nordamericano: Miglior centrale